# Asota nervosa
Asota nervosa är en fjärilsart som beskrevs av Rothschild 1897. Asota nervosa ingår i släktet Asota och familjen nattflyn. Inga underarter finns listade i Catalogue of Life.